# Arbre à prières
L'arbre à prières ou arbre votif est une coutume religieuse pratiquée dans de nombreuses régions du monde. Elle consiste à utiliser un arbre vivant, ou une partie coupée d'un arbre que l'on plantera en un lieu bien choisi, comme support à des requêtes que les hommes font aux esprits.
Ce type de culte est une forme de dendrolâtrie pratiquée notamment dans les religions chamaniques.

## Bouriates
Le rituel du barisaa pratiqué par les Bouriates de Sibérie en est un exemple. Un arbre jeune et vigoureux ayant été choisi, les participants à la cérémonie vont se livrer à un rituel complexe au cours duquel chacun d'eux va attacher des bandes étroites de tissu blanc aux branches de l'arbre, matérialisant ainsi leurs prières pour la paix du monde, celle de leur communauté, et pour leur paix intérieure personnelle. Après cette cérémonie, l'arbre, devenu un barisaa, devra être honoré par des offrandes, et continuera à servir de support aux messages aux esprits matérialisés par les bandes de tissu que chacun pourra attacher à ses branches lorsqu'il aura une prière à formuler.

## Autres peuples

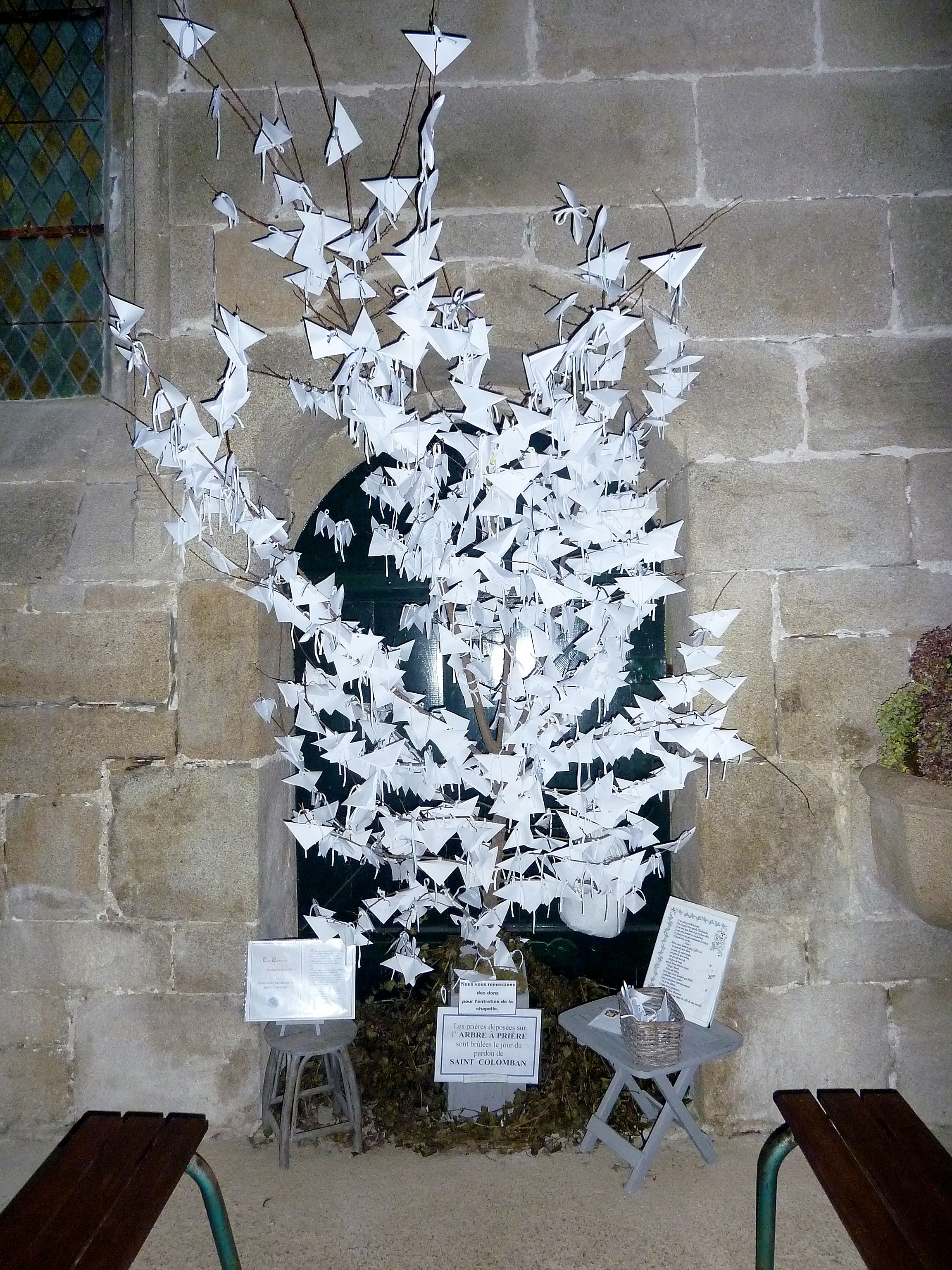
Arbre à prières dans la chapelle Saint-Colomban de Carnac

D'autres formes de ce type de rituel, pratiquées par exemple au Tibet ou en Amérique du Nord, impliquent l'utilisation d'une branche soigneusement sélectionnée pour représenter l'Arbre éternel de la Vie. La plupart de ces rituels débutent par la recherche, effectuée seulement par une partie des participants (le plus souvent deux à cinq personnes), de la branche la mieux adaptée à la situation présente. Cette branche est ensuite rapportée au cercle de tous les participants à la cérémonie, puis plantée à l'emplacement le plus favorable, après avoir demandé à la Terre son autorisation. Comme dans le rituel du barisaa, les participants vont ensuite matérialiser la prière qu'ils feront en présence de l'Arbre par des objets qu'ils fixeront à ses branches, mais le choix pourra être plus divers (tissu, plumes, papier pour les demandes écrites, etc.).
On peut voir dans la coutume occidentale du sapin de Noël une forme moderne de ce rituel. Un arbre votif peut également être associé au rituel thérapeutique christianisé des bonnes fontaines, notamment en Limousin, comme à La Mazaurie, à Cussac (Haute-Vienne, France).
En Europe, notamment en France, en Belgique ou en Irlande se trouvent divers arbres à prières comme les arbres à clous, spécifiques à la culture chrétienne, et plusieurs arbres à loques.
Au Japon, les omikuji, divinations sur des bandes de papier, sont souvent accrochées à un arbre lorsque les prédictions sont mauvaises.
| - Arbre à prières en Cappadoce (Turquie) - Arbre votif de La Mazaurie - Arbre votif en France, rattaché au culte de la Vierge (Vosges comtoises) - Arbre à prières à Foshan (près de Guangzhou) au temple Zu Miao. Le vœu est accroché à une pierre puis lancé dans l'arbre. |